# フレンズ -君の記憶のなかの僕-
「フレンズ -君の記憶のなかの僕-」（ふれんず きみのきおくのなかのぼく）は、2010年3月にリリースされた牛島隆太のデビューシングルである。

## 解説
日本テレビ系オーデション番組「歌スタ!!」での合格で生まれた牛島隆太のデビューシングル。
カメラのキタムラの「ミニミニフォトブック」テレビCMソングにも起用された。
なお収録曲の「フレンズ -君の記憶のなかの僕- 合唱ver.」は横浜市立緑が丘中学校・合唱部によってレコーディングされた。

## 収録曲
1. フレンズ -君の記憶のなかの僕-
作詞/森真帆　作曲/斉藤英夫
2. フレンズ -君の記憶のなかの僕- ピアノヴォーカルver.
作詞/森真帆　作曲/斉藤英夫
3. フレンズ -君の記憶のなかの僕- 合唱ver.
作詞/森真帆　作曲/斉藤英夫